# Pápua új-guineai kina
A kina Pápua Új-Guinea hivatalos pénzneme. 1975-ben váltotta fel az ausztrál dollárt.

## Érmék
Az 1 és 2 toeás érméket 2007. április 19-én bevonták.
| névrték | átmérő   | tömeg   | összetétel  | előlap                              | hátlap                        | első kibocsátás | visszavonás       |
| ------- | -------- | ------- | ----------- | ----------------------------------- | ----------------------------- | --------------- | ----------------- |
| 1 toea  | 17,65 mm | 2,07 g  | bronz       | Ornithoptera és a névérték          | az ország neve, évszám, címer | 1975            | 2017. április 19. |
| 2 toea  | 21,72 mm | 4,15 g  | bronz       | tűzhal, névérték                    | az ország neve, évszám, címer | 1975            | 2017. április 19. |
| 5 toea  | 19,53 mm | 2,83 g  | kuprónikkel | teknősbéka, névérték                | az ország neve, évszám, címer | 1975            | forgalomban       |
| 10 toea | 23,72 mm | 5,65 g  | kuprónikkel | kuszkusz, névérték                  | az ország neve, évszám, címer | 1975            | forgalomban       |
| 20 toea | 28,65 mm | 11,30 g | kuprónikkel | kazuár, névérték                    | az ország neve, évszám, címer | 1975            | forgalomban       |
| 50 toea | 30 mm    | 13,50 g | kuprónikkel | Dél-Csendes-óceáni fesztivál logója | az ország neve, évszám, címer | 1980            | forgalomban       |
| 1 kina  | 23,72 mm | 14,52 g | kuprónikkel | krokodil                            | az ország neve, évszám, címer | 1975            | forgalomban       |

## Bankjegyek
A központi bank először papír alapú pénzt hozott forgalomba. 1999-ben újranyomták az 50 kinás bankjegyet, amely már polimer alapú volt. Az új 100 kinást 2005-ben, a 2 és 20 kinást 2007-ben, az 5 és 10 kinást 2008-ban vezették be. Ezek mindegyike már polimer alapanyagú.
| névérték | összetétel       | szín      | kibocsátás |
| -------- | ---------------- | --------- | ---------- |
| 2 kina   | polimer          | sötétzöld | 1991       |
| 5 kina   | papír            | ibolya    | 1997       |
| 10 kina  | papír és polimer | kék       | 1998       |
| 20 kina  | papír és polimer | vörös     | 1997       |
| 50 kina  | papír és polimer | narancs   | ?          |
| 100 kina | polimer          | sárga     | ?          |